# Вангенхайм, Фолькер
Фолькер Вангенхайм (нем. Volker Wangenheim; 1 июля 1928, Берлин — 23 апреля 2014, Альтенкирхен) — немецкий дирижёр и композитор.
В 1951—1952 годах работал в Шверинской опере. В 1953—1959 годах возглавлял Берлинский Моцартовский оркестр, в 1957—1978 годах оркестр Бетховенхалле (Бонн). За время работы с коллективом увеличил его состав с 60 до 100 музыкантов, впервые вывез оркестр на Зальцбургский фестиваль и на гастроли в Японии. В 1969 г. стал одним из основателей Молодёжного оркестра Германии. С 1972 г. профессор Кёльнской Высшей школы музыки.
Из записей Вангенхайма выделяется оратория Людвига ван Бетховена «Христос на горе Елеонской» (1970, c оркестром Бетховенхалле и Николаем Геддой в главной партии) — вероятно, первая запись этого редко исполняемого сочинения.
Как композитору Вангенхайму принадлежат «Симфония» (1966), «Ночная симфония» (итал. Sinfonia notturna; 1965), симфониетта для струнных «Ветряные колокольцы» (нем. Klangspiel; 1971), струнный квинтет, Stabat Mater и множество других церковных хоровых сочинений.
Похоронен в Альтскирхене.